# Tài nhân

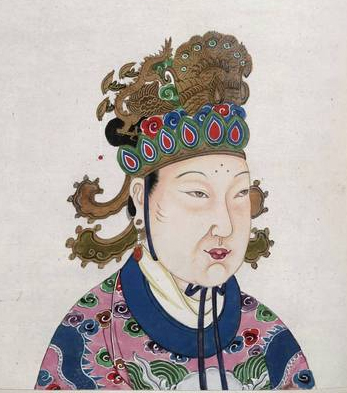
Võ Tắc Thiên - Nữ hoàng Trung Quốc, bà từng là Tài nhân của Đường Thái Tông.

Tài nhân (chữ Hán: 才人; Bính âm: cáirén) là tước vị của nữ quan, phi tần ở hậu cung Đông Á.

## Lịch sử
Thời nhà Hán, tước vị Tài nhân là một cấp bậc nữ quan hầu cận, khi Phó chiêu nghi được ghi nhận từng làm Tài nhân của Thượng Quan Thái hậu. Sang thời Ngụy-Tấn-Nam-Bắc triều, tước vị này trở thành một thân phận phi tần.
Sang đến thời nhà Đường và nhà Tống, tước vị Tài nhân trở thành danh phận chính thức của tần phi, hàng Chính tứ phẩm và Chính ngũ phẩm. Vào thời nhà Minh, Tài nhân là danh vị cao nhất của thị thiếp của Thái tử, chỉ dưới Thái tử phi. Đến thời nhà Thanh, danh vị này chính thức biến mất.
Ở Việt Nam, thời Lê Sơ, Lê Thánh Tông đã định ra quy chế hậu cung chính thức. Dưới Hoàng hậu có:
- [Tam phi; 三妃]: Quý phi (貴妃), Minh phi (明妃), Kính phi (敬妃).
- [Cửu tần; 九嬪]:
  - Tam chiêu (三昭): Chiêu nghi (昭儀), Chiêu dung (昭容), Chiêu viên (昭媛).
  - Tam tu (三修): Tu nghi (修儀) Tu dung (修容), Tu viên (修媛).
  - Tam sung (三充): Sung nghi (充儀), Sung dung (充容), Sung viên (充媛).
- [Lục chức; 六職]: Tiệp dư (婕妤), Dung hoa (傛華), Tuyên vinh (宣榮), Tài nhân (才人), Lương nhân (良人), Mỹ nhân (美人).

Vào thời nhà Nguyễn, tước vị Tài nhân là bậc thứ 9 trong các bậc cung giai, gọi là [Cửu giai Tài nhân; 九階才人], dưới nữa còn có [Tài nhân vị nhập giai; 才人未入階], nghĩa là "Những Tài nhân chưa được phân giai phẩm", đây là bậc thấp nhất của hàng phi tần có sắc phong chính thức.

## Nhân vật nổi tiếng
Trung Quốc
1. Võ Mị Nương - phi tần của Đường Thái Tông, sau là Hoàng hậu thứ hai của Đường Cao Tông và là Nữ hoàng đế nhà Võ Chu.
2. Chương Ý Hoàng hậu Lý thị- phi tần của Tống Chân Tông, sinh mẫu của Tống Nhân Tông. Từng được phong tước Tài nhân.
3. Chương Huệ Hoàng hậu Dương thị- phi tần của Tống Chân Tông, dưỡng mẫu của Tống Nhân Tông. Từng được phong tước Tài nhân. Chưa từng làm Hoàng hậu, cũng không sinh hoàng đế kế vị nhưng vẫn được phong Hoàng thái hậu, và có thụy hiệu Hoàng hậu.
4. Ôn Thành Hoàng hậu Trương thị- phi tần của Tống Nhân Tông. Từng được phong tước Tài nhân. Chưa từng làm Hoàng hậu, cũng không sinh hoàng đế kế vị nhưng khi mất được truy phong Hoàng hậu và táng bằng Hoàng hậu lễ dù đương kim Hoàng hậu Tào thị còn sống và đang tại vị.